# LI Krajowy Festiwal Piosenki Polskiej w Opolu
LI (51) Krajowy Festiwal Piosenki Polskiej w Opolu odbył się w dniach 6-8 czerwca 2014 r. w Amfiteatrze Tysiąclecia w Opolu.

## Koncert „SuperPremiery 2014 - sezon 50+1”
- Koncert odbył się 6 czerwca 2014.[1].
- Prowadzący: Barbara Kurdej-Szatan i Katarzyna Pakosińska wraz z Arturem Orzechem.

- Występy pozakonkursowe:
  - Na rozpoczęcie w duecie prowadzące Kasia Pakosińska i Basia Kurdej-Szatan oraz zespół Leszcze zaprezentowali piosenkę „Roześmiana”.
  - Następnie tradycyjnie występ laureata konkursu Premier z roku poprzedniego, którym był zespół Golec uOrkiestra z piosenką „Młody maj”, otrzymali Złotą Płytę za album „The best of”
  - W trakcie głosowania sms-owego odbył się mini recital Ryszarda Rynkowskiego i Jacka Cygana z okazji 25-lecia ich współpracy artystycznej, na którym Sylwia Grzeszczak zaśpiewała z Ryszardem Rynkowskim piosenkę „Szczęśliwej drogi już czas”, zaś Natalia Szroeder i Jacek Cygan wykonali piosenkę „Za młodzi, Za starzy”, a sam Rysiek solo przypomniał wakacyjny przebój „Dziewczyny lubią brąz” oraz „Jedzie pociąg z daleka”. Zarówno tekściarz jak i piosenkarz otrzymali Nagrodę specjalną TVP1 oraz Podwójną Platynową Płytę za album „Złota kolekcja”.

Na finał koncertu Ryszard Rynkowski zaśpiewał utwór „Urodziny”.
- SuperPremiera Programu 1 Polskiego Radia: Kombii „Jak pierwszy raz”
- SuperPremiera Super Expressu: Piersi „07 zgłoś się”
- SuperPremiera portalu Onet.pl: Ewelina Lisowska „We mgle”
- SuperPremiera TVP1 - nagroda publiczności im. Karola Musioła: Halina Mlynkova „Ostatni raz”

| „SuperPremiery” | „SuperPremiery”                  | „SuperPremiery”        |
| Lp.             | Wykonawca                        | Piosenka               |
| --------------- | -------------------------------- | ---------------------- |
| 1.              | Piersi                           | „07 zgłoś się”         |
| 2.              | Ewelina Lisowska                 | „We mgle”              |
| 3.              | Vox i Niezapomniane Melodie      | „Tęczowy most”         |
| 4.              | Adi Kowalski                     | „Do diabła z miłością” |
| 5.              | LemON                            | „Ake”                  |
| 6.              | Maciej Maleńczuk i Psychodancing | „Cygańska dusza”       |
| 7.              | Stachursky                       | „Najwyższy czas”       |
| 8.              | Kombii                           | „Jak pierwszy raz”     |
| 9.              | Halina Mlynkova                  | „Ostatni raz”          |
| 10.             | Mrozu                            | „Nic do stracenia”     |

## Koncert „SuperDebiuty 2014 z Niemenem - Świat nie zginie dzięki nim!”
- Koncert odbył się 6 czerwca 2014.[2]
- Prowadzący: Natalia Niemen i Paweł Sztompke oraz gwiazdy filmu Jana Komasy „Miasto 44” czyli Anna Próchniak, Zofia Wichłacz, Antoni Królikowski i Maurycy Popiel.
- W tym roku uczestnicy konkursu musieli przygotować i zaprezentować we własnej interpretacji utwory z repertuaru Czesława Niemena.

Występy pozakonkursowe:
- - Na rozpoczęcie koncertu Natalia Niemen, córka Czesława Niemena zaśpiewała piosenkę swojego ojca „Dziwny jest ten świat”, zaś w trakcie głosowania wykonała utwory „Jagody szaleju”, „Terra deflorata” oraz „Doloniedola” z albumu „Niemen mniej znany”.

- Nagroda Fundacji im. Czesława Niemena – Karolina Skrzyńska za wykonanie piosenki „Czas jak rzeka”.
- Nagroda Polskiego Radia: Mateusz Ziółko.
- Nagroda biura podróży Itaka: Mateusz Ziółko.
- Nagroda im. Anny Jantar „Karolinka” (sms) – Mateusz Ziółko za wykonanie piosenki „Wspomnienie”.

### Lista wykonawców
| „SuperDebiuty” | „SuperDebiuty”     | „SuperDebiuty”          |
| Lp.            | Wykonawca          | Piosenka                |
| -------------- | ------------------ | ----------------------- |
| 1.             | Monika Urlik       | „Domek bez adresu”      |
| 2.             | KidBrown           | „Jednego serca”         |
| 3.             | Iwona Kmiecik      | „Pod papugami”          |
| 4.             | Michał Szyc        | „Nim przyjdzie wiosna”  |
| 5.             | Justyna Schneider  | „Baw się w ciuciubabkę” |
| 6.             | Karolina Skrzyńska | „Czas jak rzeka”        |
| 7.             | Michał Kaczmarek   | „Sen o Warszawie”       |
| 8.             | Gabriela Gąsior    | „Obok nas”              |
| 9.             | Mateusz Ziółko     | „Wspomnienie”           |
| 10.            | Diana John         | „Płonąca stodoła”       |

- Początkowo w konkursie miały wziąć udział Alexandra Strunin i Natalia Lubrano, jednak ze względu na naruszenie regulaminu, który mówi, że w konkursie mogą wziąć udział tylko wykonawcy, którzy w przęciągu całej swojej dotychczasowej kariery (również w zespole) wydali tylko jedną płytę, zostały zdyskwalifikowane[3].

## Koncert „SuperJedynki 2014 - The SuperOne of Poland”
- Koncert odbył się 7 czerwca 2014.[4].
- Prowadzący: Artur Orzech, a po recitalu Edyty Geppert zaprosił „kogoś z publiczności”, aby towarzyszył mu w prowadzeniu koncertu. Wybiera kobietę, którą okazuje się być Katarzyną Kwiatkowską. Występuje na scenie, jako „Agnieszka”. Podczas koncertu prowadząca robi sobie wraz z laureatami statuetek tzw. sweetfocie.

- - Na rozpoczęcie odbył się jubileusz 30-lecia pracy artystycznej Edyty Geppert, która zaśpiewała swoje największe przeboje „Nie, nie żałuję”, „Za inna”, „Och życie, kocham cię nad życie”, następnie odebrała Nagrodę Grand Prix Festiwalu po czym wykonała „Poeci nie zjawiają się przypadkiem” (z dedykacją dla wszystkich artystów, z którymi współpracowała), a następnie otrzymała Nagrodę Polskiego Radia-Honorowy Złoty Mikrofoni przypomniała hit „Szukaj mnie” (pochodzący z filmu „Kogel-mogel”)

- Laureatów SuperJedynek w kategoriach: SuperArtystka, SuperArtysta, SuperZespół, SuperPrzebój i SuperAlbum wybierała publiczność we wcześniejszym głosowaniu.
- Dodatkowo wręczone zostały statuetki: SuperShow, SuperGwiazda w sieci, SuperArtysta bez granic, SuperJedynka widzów TVP1 oraz The SuperOne Of Poland.
- W tegorocznej edycji występowali tylko zwycięzcy poszczególnych kategorii, zaś wszystkie nominacje były prezentowane na telebimie.

Zwycięzcy oraz ich wykonania w trakcie koncertu SuperJedynek:
„SuperPrzebój”
- Zwycięzca – Red Lips – „To, co nam było”

Statuetkę wręczył złoty medalista olimpijski Zbigniew Bródka.
Pozostałe Nominacje:
- - Sylwia Grzeszczak – „Księżniczka”
  - Piersi – „Bałkanica”

Jako pierwszy przerywnik przed kolejną kategorią nastąpił casting do programu „Mam bez wątpienia talent” będącego parodią Mam talent!. W roli jury kabaret Paranienormalni jako Agnieszka Chylińska, Agustin Egurrola i Małgorzata Foremniak. W castingu startuje Maryla z Zielonej Gory, czyli Maryla Rodowicz, która wychodzi w cyrkowym anturażu... i śpiewa klasyk Disco Polo - „Jesteś szalona" (z repertuaru zespołu Boys).
„SuperZespół”
- Zwycięzca – Piersi wykonali hit

„Bałkanica”. 
Statuetkę wręczył Kabaret Paranienormalni.
Pozostałe Nominacje:
- - Bracia
  - Golec uOrkiestra

„SuperGwiazda w sieci”
- Zwycięzca – Donatan i Cleo wykonali medley utworów „My Słowianie” oraz „Cicha woda”.

Statuetkę wręczyli: Dyrektor zarządzająca „Super Expressu”, Ewa Lampart; Prezes Polskiego Radia, Andrzej Siezieniewski; Dyrektor portalu Onet.pl, Grażyna Olbrych; Dyrektor Biura Koordynacji Programowej Telewizji Polskiej, Sławomir Zieliński.
Jako drugi przerywnik przed kolejną kategorią nastąpił casting do programu „Puść mi ten muzik” będącego parodią Must Be the Music. Tylko muzyka. W roli jury ponownie kabaret Paranienormalni tym razem jako Elżbieta Zapendowska, Kora i Adam Sztaba. W castingu znów startuje Maryla z Zielonej Gory, czyli Maryla Rodowicz, która ubrana jest w strój orkiestry dętej i śpiewa kolejny przebój Disco Polo - „Wolność" (z repertuaru zespołu Boys).
„SuperAlbum”
- Zwycięzca – Ewa Farna – „(W)Inna?” wykonała medley hitów „Znak” oraz „Tajna Misja” (premiera w Opolu).

Statuetkę wręczył Włodek Pawlik.
Pozostałe Nominacje:
- - Sylwia Grzeszczak – „Komponując siebie”
  - Dawid Podsiadło – „Comfort and Happiness”

„SuperArtysta”
- Zwycięzca – Igor Herbut wraz ze swoim zespołem LemON wykonali przebój „Wkręceni – Nie ufaj mi” (pochodzący z filmu „Wkręceni”).

Statuetkę wręczyła Monika Kuszyńska.
Pozostałe Nominacje:
- - Dawid Podsiadło
  - Kamil Bednarek

Jako trzeci przerywnik przed kolejną kategorią nastąpił casting do programu „Y Factor” będącego parodią X Factor (Polska). W roli jury ponownie kabaret Paranienormalni tym razem jako Tatiana Okupnik, Kuba Wojewódzki i Czesław Mozil. W castingu startuje Maryla z Zielonej Gory, czyli Maryla Rodowicz, która ubrana jest w strój pomponiary i śpiewa przebój dyskotek - „Ona tańczy dla mnie" (z repertuaru zespołu Weekend).
„SuperShow”
- Zwycięzca – Feel, zespół wykonał medley utworów „No pokaż na co cię stać” oraz „Taki jest twój los”.

Statuetkę wręczył Teatr Ocelot.
„SuperArtystka”
- Zwycięzca – Sylwia Grzeszczak wykonała medley hitów „Pożyczony” i „Księżniczka”.

Statuetkę wręczył Stan Borys
Pozostałe Nominacje:
- - Halina Mlynkova
  - Ewa Farna

„SuperArtysta bez granic”
- Zwycięzca – Margaret wykonała medley utworów „Tell Me How Are Ya”, „Wasted” oraz „Thank You Very Much”.

Statuetkę wręczył Dyrektor TVP Polonia Łukasz Kardas.
Jako czwarty przerywnik przed ostatnią kategorią nastąpił casting do programu „The SuperOne of Poland” będącego parodią The Voice of Poland. W roli jury ponownie kabaret Paranienormalni tym razem jako Justyna Steczkowska, Marek Piekarczyk i Maria Sadowska. W castingu startuje Maryla z Zielonej Gory, czyli Maryla Rodowicz, której towarzyszy zespół Kozak System wreszcie prezentuje swój własny utwór nawołujący do wsparcia pokoju na Ukrainie „I warto czekać”. Po werdykcie jury otrzymała statuetkę SuperOne of Poland. Natomiast prezydent Opola Ryszard Zembaczyński i przewodniczący Rady Miasta Roman Ciasnota wręczyli artystce honorowe obywatelstwo Opola.
„SuperJedynka widzów TVP1”
- Zwycięzca – Piersi

## Koncert „Folkowo i kabaretowo!”
- Koncert odbył się 7 czerwca 2014.[5].
- Prowadzący: Artur Andrus, który wcielił się w rolę legendarnego Oskara Kolberga.
- Na scenie Amfiteatru zaprezentowały się najmodniejsze kabarety, najpopularniejsi komicy i satyrycy: Kabaret Młodych Panów, Łowcy.B, Nowaki, Jurki, Formacja Chatelet, Kabaret Skeczów Męczących oraz "Ławeczka" z Rancza w składzie: Piotr Pręgowski, Bogdan Kalus, Sylwester Maciejewski.
- Część kabaretową uzupełniły występy gości specjalnych: 
  - Zespół Pieśni i Tańca „Śląsk” - „Sygnał opolskiego festiwalu”.
  - Donatan i Cleo oraz Zespół Pieśni i Tańca Mazowsze - „Nie lubimy robić”.
  - Artur Andrus - „Cyniczne córy Zurychu”.
  - Golec uOrkiestra - „Kto się ceni”, „Koniakowskie stringi” i „Crazy is my life”.
  - Blue Café oraz Zespół Pieśni i Tańca „Śląsk” - „Czas nie będzie czekał”, „You maybe in Love”, „Do nieba, do piekła”
  - Halina Mlynkova - „Czerwone korale” (z repertuaru zespołu Brathanki, „Choć masz duży nos”.
  - Maja Koman - „Gdzie ci mężczyźni” (z repertuaru Danuty Rinn).
  - Zespół Pieśni i Tańca Mazowsze oraz Filipinki - „To my Filipinki” (panie otrzymały Nagrodę specjalną TVP1 za 50-lecie pracy artystycznej).
  - Zespół Pieśni i Tańca Mazowsze - „Furman”

## Koncert „25 lat! Wolność – kocham i rozumiem”
- Koncert odbył się 8 czerwca 2014.
- Był poświęcony 25 rocznicy wolnych wyborów w Polsce[6].
- Prowadzący: Małgorzata Kożuchowska i Adam Woronowicz.
- Utwory przeplatane były materiałami archiwalnymi TVP oprawionymi w komentarze Krystyny Czubówny.
- Uroczystość rozpoczęła się od przemowy ministra kultury i dziedzictwa narodowego Bogdana Zdrojewskiego

### Lista wykonawców
| „25 lat! Wolność – kocham i rozumiem” | „25 lat! Wolność – kocham i rozumiem” | „25 lat! Wolność – kocham i rozumiem”                                    |
| Lp.                                   | Wykonawca                             | Piosenka                                                                 |
| ------------------------------------- | ------------------------------------- | ------------------------------------------------------------------------ |
| 1.                                    | LemON                                 | „Nie pytaj o Polskę” (z repertuaru zespołu Obywatel G.C.)                |
| 2.                                    | Justyna Steczkowska                   | „Kombinat” (z repertuaru zespołu Republika)                              |
| 3.                                    | Krystyna Prońko                       | „Psalm stojących w kolejce”                                              |
| 4.                                    | Tilt                                  | „Mówię ci, że...”                                                        |
| 4.                                    | Lady Pank                             | „Zamki na piasku”, „Fabryka małp”                                        |
| 5.                                    | Shakin Dudi                           | „Za 10 minut 13-sta”, „Au Sza La La La”                                  |
| 6.                                    | Kayah                                 | „Świecie nasz” (z repertuaru Marka Grechuty)                             |
| 7.                                    | Sztywny Pal Azji                      | „Wieża radości, wieża samotności”                                        |
| 8.                                    | De Mono                               | „Moje miasto nocą”                                                       |
| 9.                                    | Ania Wyszkoni                         | „Szklana pogoda” (z repertuaru zespołu Lombard i Małgorzaty Ostrowskiej) |
| 10.                                   | Oddział Zamknięty                     | „Ten wasz świat”                                                         |
| 11.                                   | Kasia Kowalska                        | „Tak... Tak... to ja” (z repertuaru zespołu Obywatel G.C.)               |
| 12.                                   | Katarzyna Kwiatkowska i Artur Andrus  | „Czy te oczy mogą kłamać” (z repertuaru zespołu Raz, Dwa, Trzy)          |
| 13.                                   | Maryla Rodowicz                       | „Polska Madonna”                                                         |
| 14.                                   | Kamil Bednarek                        | „Dni, których nie znamy” (z repertuaru Marka Grechuty)                   |
| 15.                                   | Alicja Majewska                       | „Odkryjemy miłość nieznaną”                                              |
| 16.                                   | Maciej Maleńczuk                      | „Ostatnia nocka”                                                         |
| 17.                                   | Elżbieta Wojnowska                    | „Mury” (z repertuaru Jacka Kaczmarskiego)                                |
| 18.                                   | Juan Carlos Cano                      | „Kocham wolność” (z repertuaru zespołu Chłopcy z Placu Broni)            |
| 19.                                   | Kobranocka                            | „Kocham cię jak Irlandię”                                                |
| 20.                                   | Zbigniew Wodecki                      | „Twój kraj”                                                              |
| 21.                                   | Michał Bajor                          | „Nie chcę więcej”                                                        |
| 22.                                   | Kayah i Krzysztof Kiljański           | „Prócz ciebie, nic”                                                      |
| 23.                                   | Renata Przemyk                        | „Nasza klasa” (z repertuaru Jacka Kaczmarskiego)                         |
| 24.                                   | Monika Kuszyńska                      | „Moja i twoja nadzieja” (z repertuaru zespołu Hey)                       |
| 25.                                   | Urszula                               | „Dmuchawce, latawce, wiatr”                                              |
| 26.                                   | Kamil Bednarek                        | „W moim ogrodzie” (z repertuaru zespołu Daab)                            |
| 27.                                   | Ryszard Rynkowski                     | „Wypijmy za błędy”                                                       |
| 28.                                   | Krystyna Janda                        | „Na zakręcie”                                                            |
| 29.                                   | Magda Umer                            | „Jeszcze w zielone gramy” (z repertuaru Wojciecha Młynarskiego)          |
| 30.                                   | LemON                                 | „Sen o Victorii” (z repertuaru zespołu Dżem)                             |
| 32.                                   | Justyna Steczkowska                   | „Raz-dwa-raz-dwa” (z repertuaru zespołu Maanam)                          |
| 33.                                   | Maciej Maleńczuk                      | „Synu”                                                                   |
| 34.                                   | Michał Szpak                          | „Jednego serca” (z repertuaru Czesława Niemena)                          |
| 35.                                   | Stan Borys                            | „Jaskółka uwięziona”                                                     |
| 36.                                   | Marek Dyjak                           | „To ostatnia niedziela” (z repertuaru Mieczysława Fogga)                 |
| 13.                                   | Maryla Rodowicz                       | „Tango na głos, orkiestrę i jeszcze jeden głos”                          |

## Oglądalność
Największym zainteresowaniem cieszył się sobotni koncert SuperJedynki 2014 – The SuperOne of Poland. Wystąpiły wówczas między innymi Edyta Geppert i Maryla Rodowicz. Kulminacyjny moment koncertu w Opolu przyciągnął przed telewizory 4,7 mln widzów. Liczną publiczność zgromadził występ SuperPremiery 2014 z Jackiem Cyganem i Ryszardem Rynkowskim – 3,6 mln widzów. Pierwsza część niedzielnej gali jubileuszowej „25 lat! Wolność – kocham i rozumiem!” skusiła 3,3 mln widzów, druga – 2,2 mln. SuperDebiuty z Czesławem Niemenem, mimo późnej pory, zgromadził w piątek, 6 czerwca, 1,5 mln widzów. Kabaretowe występy w sobotę oglądało 2,5 mln (pierwsza część) i 1,3 mln (druga część) widzów. 51. Krajowy Festiwal Piosenki Polskiej w Opolu odbywał się w dniach 6-8 czerwca 2014. W tym czasie TVP1 była stacją pierwszego wyboru, uzyskując średnie dzienne na poziomie 17,5%, 19% i 14%. Średnia oglądalność wszystkich koncertów podczas festiwalu w Opolu 2014 wyniosła 2,9 mln, zdobywając udziały na poziomie 29,5%.